# بریک، نیوجرسی
بریک (به انگلیسی: Brick Township) شهری در ایالت نیوجرسی کشور ایالات متحده آمریکا است که جمعیت آن در سرشماری سال ۲۰۱۰ میلادی، ۷۵٬۰۷۲ نفر بوده‌است.